# Эскамбрай
Эскамбрай (исп. Escambray) — горный массив на острове Куба, на территориях провинций Вилья-Клара, Сьенфуэгос, Санкти-Спиритус. Третья по значимости горная система Кубы, после хребтов Сьерра-Маэстра и Гуанигуанико.
Массив Эскамбрай расположен на юге центральной области острова. Имеет протяженность 80 км с востока на запад и 80 километров с севера на юг. Самый высокий пик — Пико-Сан-Хуан высотой 960 метров над уровнем моря. Территория Эскамбрай делится на две части по реке Агабама.
Западная часть называется Гуамуайя, по названию племени аборигенов, населявших территорию до прихода европейцев в 1492 году. Восточная часть, между городами Тринидад и Санкти-Спиритус, известна под названием Сьерра-де-Санкти-Спиритус. После вершины Пико-Сан-Хуан, самыми высокими горами являются Кабальете-де-Касас, Гавиланес, Лома-де-Banao, Каха-де-Агуа и Пико-Туэрто.
В юго-восточной части массива находится заповедник Топес-де-Кольянтес, созданный для охраны пещеры, реки, водопада и каньонов. Для Эскамбрай характерны крутые ущелья и долины, пышная растительность, разнообразие флоры и фауны, системы пещер, красивые пейзажи, реки и водопады с кристально чистой водой. Массив богат минеральными ресурсами, но добыча их не ведётся из-за угрозы для окружающей среды. Долина Де-лос-Инхеньос у подножия гор на юге-востоке занесена в список Всемирного наследия ЮНЕСКО.
В 1957—1958 горы Эскамбрай являлись базой Второго национального фронта, в 1960—1965 — основным очагом антикоммунистического повстанческого движения против правительства Фиделя Кастро.
Во время американской «Операции в заливе Свиней», целью которой было свержение правительства Кастро, здесь находилось плановое убежище, но американцы им так и не воспользовались.